# ژرژ پولتی
ژرژ پولتی یا جورج پولتی (15 دسامبر 1867 - ژوئن 1946) نویسنده فرانسوی بود که امروز به دلیل لیست سی و شش موقعیت نمایشی مشهور است .
ژرژ پولتی در پانزدهم دسامبر سال1867 در Island متولد شد. وی در ژوئن سال 1946 در بیمارستانی در پاریس درگذشت.

## آثار
- سی و شش وضعیت نمایشی، جمال آل احمد عباس بیاتی آن را به فارسی برگردانده است.
- متن کامل سی و شش موقعیت دراماتیک موجود در بایگانی اینترنت
- متن کامل هنر اختراع شخصیت های موجود در بایگانی اینترنت
- آثار مربوط ژرژ پولتی در کتابخانه‌ها (کاتالوگ ورلدکت)

1. ↑  René-Pierre Colin, 'Georges Polti: théorie et pratique du théâtre', in Bernadette Bost et al, eds., Impossibles théâtres: XIXe-XXe siècles, Comp'Act, 2005, pp.142ff.
2. ↑  His birth year is often given – for example, in the Library of Congress name authority file – as 1868.
3. ↑  André Lebois, Alfred Jarry: l'irremplaçable, Cercle du livre, 1950, p.113